# Sasa (videogioco)
Sasa è un videogioco del 1984 pubblicato da ASCII Corporation per MSX. Il gioco ha ricevuto una conversione per Famicom dal titolo Astro Robo Sasa.

## Trama
Ambientato in una galassia remota, i protagonisti del gioco sono i robot Sasa e Nana.